# 김종국 (희극인)
김종국(金鍾國, 본명 : 최종국 1963년 2월 28일 ~ )은 대한민국의 희극인이다. 대한민국 해군 사병 복무. 대표작으로는 《KBS 쇼 비디오 자키 - VJ법정》과 《SBS 꾸러기 카메라》 등이 있다.

## 생애
1985년 연극배우 첫 데뷔하였고 1987년 KBS 코미디 탤런트 5기로 데뷔하였으며 고등학교 3학년이었던 1981년 6월 MBC 라디오 개그맨 콘테스트 1기에 참가하여 장려상을 받았으나 "고등학교를 자퇴해야 한다"는 규정 때문에 무산됐고 1983년 6월 MBC 라디오 개그맨 콘테스트 3기에서 인기상을 받았지만 갑작스런 군 입대(해군 홍보단) 때문에 활동을 잠정 중단했다. 특기는 성대모사로 입담이 좋은 개그로 인기를 얻었으며 시절 씨름선수로 활동했다.
2001년  늦깎이 대학생으로 청주대학교에 입학하여 4년 만에 학사학위를 받았다. 2002년 SBS 드라마 '야인시대' 이후 TV 연기자와 방송인으로 변신하였다.

## 학력
- 서울잠일국민학교 졸업
- 신천중학교 졸업
- 영동고등학교 졸업
- 청주대학교 연극영화과 중퇴

## 경력
- 2009년 구미시 홍보대사

## 방송
- 1990년 유머1번지 1989년 KBS 《한바탕 웃음으로》
- 1990년 ~ 1991년 KBS 《쇼비디오 자키》VJ 법정 최변호사 김변호사 서기 역
- 1991년 SBS 개국 특집쇼 《반갑습니다 여러분》
- 1991년 KBS 《열전 달리는 일요일 떠돌이 분장》
- 1992년 ~ 1993년 SBS 《꾸러기 대행진》, 《초특급 꾸러기 대행진》 - 〈꾸러기 카메라〉
- 1992년 SBS 《슈퍼 마리오》
- 1992년 SBS 《빙글빙글 퀴즈》
- 1992년 SBS 어린이날 특집 《어린이를 위한 푸른 음악회》
- 1992년 MBC 《특종 TV연예》
- 1992년 ~ 1995년 SBS 《코미디 전망대 전망대 모의국회》
- 1992년 SBS 《새해 복 많이 받으세요》
- 1993년 SBS 《달리는 TV 그것을 찾아라》
- 1993년 SBS 《코미디 전망대-세계 기상 뉴스》
- 1993년 SBS 《웃으며 삽시다》 윤희빈
- 1993년 SBS 《깜짝 비디오쇼-깜찌의 왕국》
- 1994년 SBS 《스타 총출동 흉내 내기 챔피언》
- 1994년 SBS 《기쁜우리 토요일-수중 코미디》
- 1994년 SBS 《추석특집 스포츠 개그 드라마 영광의 그라운드》
- 1994년 SBS 《추석특집 코미디 총출동》
- 1994년 SBS 《송년특집 94 SBS 코미디 코미디》
- 1995년 SBS 《특집 정다운 고향 아름다운 사투리》 리포터
- 1995년 BBS 불교방송 《퀴즈특급 이 뭐꼬 진행》
- 1995년 KBS 《가족 오락관》
- 1996년 MBC 《스타가 되기까지》
- 1996년 SBS 《야생의 나라 진행》
- 1996년 SBS 《이주일의 투나잇 쇼》
- 1996년 SBS 《코미디 펀치 펀치-배워서 남주나》
- 1996년 SBS 《연예인 볼링대회 해설》
- 1997년 ~ 1998년 MBN 《산업안전! 현장체험》 패널
- 1998년 SBS 《한선교의 좋은아침》
- 1998년 KBS 《삐삐 요리방》
- 1999년 KBS 《금강산 퀴즈쇼》
- 2002년 KBS 《TV는 사랑을 싣고》 리포터
- 2007년 KBS 《진품명품》 리포터
- 2007년 SBS 《대한민국 스타쇼》 MC
- 2009년 SBS 《쇼!노래하는 대한민국》 MC
- 2012년 TV조선 《개그시대》
- 2023년 TV조선 《노래하는 대한민국》 MC

## 드라마
- 2002년 SBS 《야인시대》 - 신불출 역
- 2003년 KBS 《장희빈》 - 김해성 역
- 2006년 KBS 《대조영》 - 빌게 역
- 2006년 SBS 《연개소문》 - 온군해 역
- 2008년 KBS 《대왕 세종》 - 여진족 역
- 2009년 KBS 《천추태후》 - 이주정 역
- 2011년 SBS 《뿌리깊은 나무》 - 최 이사 역
- 2013년 KBS 《일말의 순정》 - 신불출 역
- 2015년 KBS 《장사의 신 객주 2015》 - 박서기 역
- 2016년 tvN 《또! 오해영》 - 외식 사업본부 제철 식탁팀원 역

## 광고
- 하이모 CF